# Colladonus incerta
Colladonus incerta är en insektsart som beskrevs av David D. Gillette och Baker 1895. Colladonus incerta ingår i släktet Colladonus och familjen dvärgstritar. Inga underarter finns listade i Catalogue of Life.